# OBP☆ただいま進化中!!
『OBP☆ただいま進化中!!』 （オービーピー ただいましんかちゅう）は、OBPの冠ラジオ番組である。

## 概要
- 沖縄県を本拠地に活躍するOBPのメンバーおよび研究生の一部が週替わりで出演し、イベント告知や毎月1つのテーマで募集する投稿コーナーでトークしていく番組。
- 放送開始当初は本拠地沖縄県に所在するラジオ局であるラジオ沖縄制作[1]であったが、2019年4月のニッポン放送での放送開始に伴い、ニッポン放送制作[2]となり、2018年4月からネットしている信越放送とともにネットする体制に移行した。
- 2020年4月改編でニッポン放送での放送が10分に短縮されたが、ネット局は20分のままとなり、ニッポン放送での放送の有無にかかわらずSBC・ROKのみ放送される部分が発生することになった。
- 2020年9月28日で信越放送での放送が終了、10月11日でニッポン放送での放送が「一旦終了」[3]し、ラジオ沖縄のみでの放送に戻ることになった。

## 放送時間（2020年10月 - ）
- ラジオ沖縄:毎週水曜 22:30 - 22:50（2019年4月4日まで、2020年10月21日以降の制作局）

### 過去のネット局
- 信越放送（月曜21:30 - 21:50に放送されていた。2018年4月2日 - 2020年9月28日）
- ニッポン放送（日曜 19:20 - 19:30など[4]に放送されていた。2019年4月7日 - 2020年10月11日の制作局）